# David Badía Cequier
David Badía Cequier (ur. 4 września 1974 w Barcelonie) – hiszpański piłkarz, występujący na pozycji obrońcy, trener. W latach 2021–2022 i od 2024 trener Ethnikosu Achna, w 2022 AEK Larnaka i Akritasu Chlorakas, w 2023 Lechii Gdańsk.

## Życiorys

### Kariera zawodnicza
Jako zawodnik występował na pozycji obrońcy, głównie w klubach hiszpańskich. Miał również trzyletni epizod w austriackim Sturm Graz, jednak nie zadebiutował w lidze. Z powodu kontuzji postanowił w 2004 zakończyć karierę piłkarską. W tym czasie również studiował budownictwo oraz inżynierię przemysłową, co, jak sam podkreślał, pomagało mu w karierze trenerskiej.

### Kariera trenerska
Po zakończeniu kursów trenerskich w latach 2012–2016 pracował w FC Barcelonie, trenując drużyny juniorskie. W 2016 postanowił przenieść się do Antalyasporu, gdzie rozpoczął pracę jako asystent trenerów do 2018. W tym czasie dwukrotnie, w latach 2017–2018 pełnił tymczasowo funkcję pierwszego trenera drużyny – za pierwszym razem przez jeden mecz, za drugim przez cztery. Wygrał 2 spotkania, a pozostałe przegrał.
W związku ze zmianą sztabu szkoleniowego w 2018 Badía odszedł z Antalyasportu. Pozostał jednak w Turcji, został asystentem Philipa Cocu w Fenerbahçe SK. Z tego klubu odszedł po roku, w latach 2019–2021 pełnił funkcję asystenta Gutiego w Almerii. Na początku 2021 po porozumieniu z klubem rozwiązał kontrakt „z przyczyn osobistych”.
Lata 2021–2022 to w karierze Badíi czas pracy jako pierwszy trener z klubami cypryjskimi. W grudniu 2021 zaczął pracę w Ethnikos Achna, znajdującym się na ostatnim miejscu w pierwszej lidze cypryjskiej. Prowadził zespół przez 15 meczów, nie zrealizował celu, jakim było wyjście ze strefy spadkowej, jednocześnie dochodząc do półfinału krajowego pucharu, gdzie miał się zmierzyć z AEK Larnaka. Niespodziewanie, 25 marca 2022 rozpoczął pracę w zespole z Larnaki, który doprowadził do wicemistrzostwa kraju. Między innymi ze względu na spory z piłkarzami po zakończeniu sezonu nie zdecydował się na przedłużenie kontraktu. Szybko znalazł nową pracę, został zatrudniony jako trener beniaminka Akritasu Chlorakas. Mimo dobrego początku nowego sezonu (wygrana z Omonią Nikozja) później było tylko gorzej – zespół przegrał 10 z 12 następnych meczów, co spowodowało jego zwolnienie 8 grudnia 2022.
21 marca 2023 Badía został ogłoszony nowym trenerem Lechii Gdańsk, jako pierwszy Hiszpan w historii zespołu. Wywołało to spore kontrowersje, ponieważ nowy zespół walczył o utrzymanie w Ekstraklasie, a statystyki szkoleniowca nie były zadowalające (na 44 mecze prowadzonych przez niego zespołów przegrał aż 22). Lechia Gdańsk, po przejęciu drużyny przez Badíę, przegrała pierwsze pięć z sześciu spotkań w Ekstraklasie, a jedno, ze Śląskiem Wrocław, zremisowała. 6 maja 2023, po porażce z Zagłębiem Lubin na stadionie w Gdańsku, Lechia straciła matematyczne szanse na utrzymanie w lidze, w konsekwencji spadając z Ekstraklasy po 15 latach występów. 29 maja 2023 Lechia poinformowała, że wygasająca z końcem czerwca umowa z Hiszpanem nie zostanie przedłużona.
11 czerwca 2024 ponownie objął cypryjski Ethnikos Achna.